# Рене Торрес
Рене Торрес (ісп. René Torres, нар. 13 жовтня 1960, Мерида) — венесуельський футболіст, що грав на позиції захисника, зокрема за національну збірну Венесуели.

## Клубна кар'єра
У дорослому футболі дебютував 1979 року виступами за команду «Універсидад де Лос Андес», в якій провів п'ять сезонів. 
Згодом з 1985 по 1995 рік грав у складі команд «Естудіантес де Меріда», «Мінерос де Гуаяна», «Каракас», «Естудіантес де Меріда» та «Трухільянос».
Завершив ігрову кар'єру у команді «Естудіантес де Меріда», у складі якої вже виступав раніше. Повернувся до неї 1996 року, захищав її кольори до припинення виступів на професійному рівні у 1997.

## Виступи за збірну
1981 року дебютував в офіційних матчах у складі національної збірної Венесуели.
У складі збірної був учасником Кубка Америки 1983 року, Кубка Америки 1987 року та Кубка Америки 1989 року.
Загалом протягом кар'єри у національній команді, яка тривала 9 років, провів у її формі 23 матчі, забивши 2 голи.